# Armillaria jezoensis
Armillaria jezoensis là một loài nấm trong họ Physalacriaceae.